# Holothrix majubensis
Holothrix majubensis är en orkidéart som beskrevs av C. Archer och R.H.Archer. Holothrix majubensis ingår i släktet Holothrix och familjen orkidéer. Inga underarter finns listade i Catalogue of Life.